# Кіндратівка (Сумський район)
Кіндра́тівка — село в Україні, у Хотінській селищній громаді Сумського району Сумської області. Населення становить 6 осіб. До 2016 орган місцевого самоврядування — Кіндратівська сільська рада. Площа села — 495, 3 га. Площа сільської ради — 6280,51 га. День села — 19 грудня.

## Географія

### Розташування
Село розміщене за 30 км на північний захід від міста Суми за 8 км від смт. Хотінь. На півночі Кіндратівка межує з Курською областю Росії, а також із селами Андріївка, Костянтинівка, Новокостянтинівка, Яструбине. Село підпорядковане Сумському району Сумської області. До 2016 сільській раді були підпорядковані села Костянтинівка, Новокостянтинівка, Степне.
Селом протікає річка Філінщина, права притока Мужиці.

### Ландшафт
Поблизу Кіндратівки знаходяться урочища Різників, Мірошників, Бойків, Бардаш, Третій яр, Четвертий яр, Виїзне, Стадниці, а також ставки Клевеня, Височанський, Пшонівський, Новий. Територія місцевих урочищ — це відрізи Середньоросійської височини, які представлені лесово-зандровими рівнинами, які свідчить про те, що територія була піддана впливу льодовика четвертинного періоду кайнозойської ери.

## Символіка

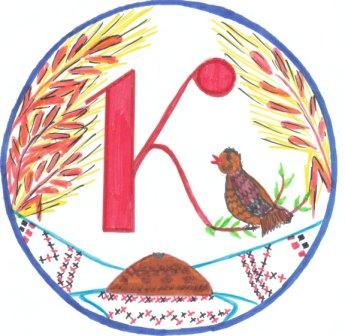
Емблема села

Герб села повторює основні елементи емблеми. На синьому тлі зображені співаючий соловей і коровай на вишитому рушнику. Соловей зображає красу місцевої природи, тоді як коровай та рушник гостинність. Колоски на короваї означають розвинене сільське господарство.

## Історія
Кіндратівка відома з другої половини XVIII століття існувала як пасіка Кондратьєва, потім стала, за переказами старожилів, однією із 9 економій графа Строганова. Маєток Строганових знаходився в Хотіні, а тому більшість перших кіндратівських поселенців були вихідцями з Хотіні і Писарівки.
За переказами старожилів[джерело?] заснована вона в 1685 році переселенцями із Писарівки та Хотіні. Сама ж назва дана іменем хотінського поміщика Кондратьєва, що був володарем у цих краях.
За даними на 1864 рік у власницькому селі Сумського повіту Харківської губернії мешкало 1124 особи (552 чоловічої статі та 572 — жіночої).
Станом на 1914 рік село відносилось до Хотінської волості, кількість мешканців зросла до 2293 осіб.

### Новітній період

#### Міжвоєнний період
У 1920 році у селі розпочалась більшовицька окупація.
У 1929 році було розпочато примусову колективізацію.
У 1932-1933 роках село постраждало від Голодомору. Точних відомостей про кількість померлих від голоду немає, але втрати були великі. Багато людей врятувалось тим, що змогло прорватися через загороджувальні загони й потрапити до сусідніх російських сіл.

#### У роки Німецько-радянської війни
З початком Німецько-радянської війни уже в жовтні 1941 року Кіндратівку окупували гітлерівські війська, які встановили в селі свої порядки. Навчання в школі припинилося, а в приміщенні розташувався нацистський штаб. Багатьох мешканців села розстріляли як родичів партизан або за зв'язок з партизанами. У зв'язку з боями на Курській дузі німці поблизу села збудували оборонну лінію.
До цього часу зберігся великий протитанковий рів з боку Андріївки. З цієї ж причини 6 березня 1943 року ними спалено села Андріївку й Золотарівку.
Багато людей під час окупації розстріляно за ухиляння від вивезення на примусові роботи до Німеччини, за спробу перейти лінію фронту, за порушення окупаційного режиму, двоє людей спалено у своїх будинках. У 1942 році гітлерівськими карателями розстріляна сім'я євреїв: Хаїм Мойсейович Блюменблахт, його дружина й семеро дітей від 2 до 13 років.
Для активізації партизанського руху в Кіндратівці й довколишніх селах радянським командуванням направлено розвідника-парашутиста Солодовнікова. У 1943 році його розстріляв місцевий поліцай Коротенко.
Під час бойових дій за визволення села його мешканці двічі евакуювалися до сіл Яструбине й Фрунзенка Сумського району. Під час відступу нацистських військ радянською далекобійною артилерією зруйновано приміщення школи.
Село звільнено 1 вересня 1943 року підрозділами 842-го стрілецького полку 240-ї стрілецької дивізії 51-го стрілецького корпусу 38-ї армії, 180-ї танкової армії. В 1946 році останки 47 чоловік, загиблих під час окупації та визволення села, перенесено до Братської могили на центральну садибу до села Кіндратівка. Голова колгоспу М. С. Скорик за значні трудові досягнення у 1948 році удостоєний звання Героя Соціалістичної Праці.

#### Післявоєнний час
До 1952 року село Костянтинівка мало свою сільську раду. В 1954 році відбулося масове переселення мешканців Костянтинівки до Криму. Але більшість сімей згодом повернулася.

#### Доба незалежності
У 2003 та 2004 роках Кіндратівська сільська рада, очолювана М. І. Торяником, займала перше місце в Сумському районі в конкурсі «Населений пункт найкращого благоустрою й громадського порядку». У 2005 році сільська рада виборола III місце у такому ж, але Всеукраїнському конкурсі.
12 червня 2020 року, відповідно до Розпорядження Кабінету Міністрів України № 723-р «Про визначення адміністративних центрів та затвердження територій територіальних громад Сумської області» увійшло до складу Хотінської селищної громади.
19 липня 2020 року, в результаті адміністративно-територіальної реформи та ліквідації Сумського району(1923-2020), село увійшло до новоутвореного Сумського району.

#### Російське вторгнення в Україну (з 2022)
Весною 2024 року в селі загострилася безпекова ситуація, тому наприкінці квітня голова громади наголосив на необхідності виїхати на більш безпечні території. З того моменту виїхало близько 50 людей, ще близько сотні не евакуювалися. Дітей в селі вже немає, здебільшого залишаються літні люди.
24 травня 2024 року по селу з боку російського агресора зафіксовано 1 вибух, ймовірно ФПВ-дрон.
29 липня 2024 року населений пункт вчергове обстріляли російські війська. Зафіксовано три вибухи, ймовірно FPV-дрон.
1 серпня 2024 року село російські окупанти знову завдали обстріли села. Зафіксовано 6 вибухів, ймовірно міномет 82 мм.
3 серпня 2024 року російські війська знову обстріляли село. Зафіксовано три вибухи, ймовірно міномет 82 мм; 5 вибухів, ймовірно міномет 120 мм.
14 серпня 2024 року оперативне командування «Північ» повідомило, що російський агресор обстріляв Сумську область. В селі зафіксовано 1 вибух, ймовірно КАБ. 
17 серпня 2024 року оперативне командування «Північ» повідомило про обстріли Сумської області. Серед постраждалих населених пунктів село Кіндратівка — 1 вибух, ймовірно КАБ.
25 липня 2025 року ЗСУ звільнили село.

## Населення
За переписом 2001 року населення Кіндратівки становить 862 осіб.

## Економіка
На території села Кіндратівка розташована центральна садиба ТОВ Агрофірма «Лан». Господарство вирощує зернові культури й цукровий буряк, розвинуте також м'ясо-молочне тваринництво. Директором агрофірми є Іванченко Сергій Миколайович.

## Транспорт
Між районним центром та Кіндратівкою 7 разів на день курсують автобуси.

## Освіта

### Дошкільна освіта
За дошкільну освіту в Кіндратівці відповідає дитячий садок «Вербиченька». Нині його відвідують 30 дітей.
На території Кіндратівської сільської ради є два дошкільних навчальних заклади. Після Німецько-радянської війни робота закладу відновилася в приміщенні колишнього будинку для людей похилого віку. Це була одна велика кімната з довгим столом посередині і двома лавами по боках. До 1975 року дитячий садок у селі Кіндратівка перебував на балансі колгоспу ім. Кірова й фінансувався сезонно з весни до осені. Дітей приймали з двох місяців від народження.
У 1987 році збудовано нове спеціалізоване двоповерхове приміщення, розраховане на чотири групи. З жовтня 2005 року тут виховуються діти з села Костянтинівка.

### Шкільна освіта
У селі є загальноосвітня школа І-ІІІ ступенів. На даний момент її відвідує 81 учень.
У 1925 році чотирикласну школу реорганізували в семирічну. З 1935 року в ній працював учителем А. І. Зякун, викладав фізкультуру й природознавство, а з 1938 і до початку війни був директором цієї школи. На початку війни він був одним із керівників Хотінського партизанського загону ім. Хрущова. У 1942 році Андрія Івановича Зякуна за доносом зрадника розстріляли нацисти.
Відбудовано приміщення школи й заняття відновилися у 1955 році. У післявоєнні роки в школі працював педагогічний колектив з 18 чоловік, більшість з яких — чоловіки-фронтовики. В школі у дві зміни навчалося 384 учні. До 1961 року школа була семирічною, а з вересня 1961 року реорганізована у восьмирічну. З 1955 до 1971 року до складу школи входила Андріївська філія, а до 1968 — Костянтинівська філія.
У 1994 році школу реорганізовано в загальноосвітню І-ІІІ ступенів, побудовано нове приміщення на 190 учнів. Нині в ній навчається 81 учень. З 1914 року здійснено 89 випусків, випущено близько 5 тисяч учнів.

## Медицина
У 1907 році в селі розпочала працювати лікарська амбулаторія. Охороною здоров'я на селі опікувався один фельдшер — Іващенко, з 1936 року — фельдшер Г. М. Хижняк.
Поступово з роками медичне обслуговування села ставало ефективнішим. У 1960 році відкрито стаціонар на 20 місць з пологовим відділенням, аптеку. Лікарня розташовувалася в спеціальних приміщеннях на вулиці Леніна. Але в 1975 році стаціонар було ліквідовано. Нині працює лише лікарська амбулаторія, яка обслуговує населення Кіндратівки, Костянтинівки та Ленінського.

## Культура та відпочинок

### Заказник місцевого значення «Золотарівський»
На території Кіндратівської та Олексіївської сільських рад за рішенням сесії Сумської обласної ради 27 квітня 2001 року створено зоологічний заказник місцевого значення «Золотарівський», який входить до складу природно-заповідного фонду країни, й охороняється як її національне надбання.
Загальна площа заказника — 150,6 га. Територія заказника розташована на одній із приток Сейму між селами Кіндратівка та Олексіївка. Землі заказника віднесені до земель державної власності.
У заказнику здійснюється охорона й відтворення до Європейського Червоного списку, списку регіонально-рідкісних тварин Сумщини. На території заказника є чотири види ссавців (борсук, видра, степовий тхір, великий тушканчик), занесених до Червоної книги України, один вид — сліпак звичайний занесений до Європейського Червоного списку, один вид — хом'як звичайний занесений до Бернської конвенції «Про охорону рідкісних та зникаючих видів» дикої флори і фауни природних середовищ існування в Європі.

### Будинок культури
У Кіндратівці функціонує сільський клуб. Його відкрили після війни у пристосованому приміщенні. В клубі працював хор, драматичний гурток, ансамбль народних інструментів. У 1968 році збудовано нове приміщення Будинку культури, де розміщується бібліотека, кінозала, танцювальна й обрядова зали, штаб народної дружини. Відомі в районі ансамбль «Зорепад» і чоловічий ансамбль «Родина», якими керує В. І. Восьміров, успішно виступають на сценах будинків культури. У селі Кіндратівка в будинку культури відбувся заключний концерт районного фестивалю народної творчості «Хліборобська пісня -2012».
У ньому взяло участь понад 1,3 тисячі учасників художньої самодіяльності 32 клубних закладів з 29 територіальних громад району, з них:
- 16 хорових колективів,
- 65 вокальних та фольклорних ансамблів,
- 14 танцювальних колективів,
- 7 драматичних гуртків,
- 10 інструментальних колективів,
- 153 окремих вокалістів, дуетів, тріо,
- 43 читця (гумор, художнє та авторське читання).

Під час підготовки до фестивалю були створені нові колективи в закладах культури Яструбинської, Олексіївської, Миколаївської, Червоненської сільських рад, представлені виставки художнього, прикладного та декоративно-ужиткового мистецтва народними майстрами, умільцями Басівської, В.Чернеччинської, Біловодської, Постольненської, Битицької, Н.Сироватської, В.Сироватської, Кіндратівської, Садівської, Юнаківської, Червоненської сільських рад, Степанівської селищної ради.
Свято в селі Кіндратівка розпочалося концертною програмою народного ансамблю народної пісні «Візерунки» Пушкарівського сільського будинку культури, музичним супроводом народного духового оркестру Великочернеччинського будинку культури.
Під час проведення фестивалю глядачі мали змогу помилуватися виставкою виробів майстрів району, виступами лауреатів та дипломантів фестивалю.
Зі словами привітань та найкращими побажаннями до глядачів звернулися: Віктор Онищенко — заступник голови райдержадміністрації, Євгеній Юрченко — заступник голови районної ради, Василь Деркач — заступник начальника управління культури і туризму ОДА, заслужений працівник культури України, Олексій Корякін — начальник відділу маркетингу і творчо — виробничої діяльності обласного науково — методичного центру культури і мистецтв, заслужений працівник культури України, Юрій Холодьон — начальник відділу культури та туризму Сумської райдержадміністрації, які в свою чергу відзначили роботу митців району і нагородили найкращих з них грамотами та подяками за розвиток аматорської творчості в галузі культури району.
Серед нагороджених: Сергій Кириченко — засновник товариства з обмеженою відповідальністю агрофірма «Лан» нагороджений Почесною грамотою голови Сумської райдержадміністрації; Микола Торяник — Кіндратівський сільський голова — Грамотою голови Сумської районної ради; Наталія Сенько — головний редактор районної газети «Вперед» та Ксенія Сухорученко — директор Великовільмівського сільського будинку культури — Грамотою управління культури і туризму облдержадміністрації; Тетяна Сіробаба — солістка Косівщинського СБК та Олесандр Кліщ — соліст Бездрицького СК — Грамотою обласного науково-методичного центру культури і мистецтв та багато інших.
Також були озвучені переможці фестивалю в різних номінаціях, які своїми виступами дарували глядачам гарний настрій та шквал позитивних емоцій.
Заключним номером концерту прозвучала пісня вокального квартету «Родина» Кіндратівського СБК «Моя Сумщина» під танцювальний супровід народного танцювального колективу «Барви» Токарівського СБК, яку глядачі зустріли стоячи під гучні оплески та слова «Браво».

### Бібліотека
Бібліотека в селі Кіндратівка у 1968 році розташувалася у новозбудованому приміщенні сільського Будинку культури.

### Музей
У 2002 році на базі Кіндратівської школи відкрито кімнату-музей історії села.

### Спорт
У Кіндратівці є стадіон, на якому у першості Сумського району з футболу виступає місцевий «Метеор».

## Релігійне життя
До 1933 року православні віруючі Кіндратівки належали до Хотінського приходу, бо власної церкви в селі ніколи не було. А православні віруючі Костянтинівки були прихожанами Троїцької церкви в селі Троїцьке Курської області. Але в селі діяла численна громада євангельських християн-бабтистів. Керівництво громади в 1930-х роках репресовано, а діяльність секти заборонено. Та її діяльність ніколи не припинялася й ведеться донині.
У селі будується храм.

## Архітектурні та історико-культурні пам'ятки

### Меморіал загиблим на фронтах Другої світової війни
В 1962 році на Братській могилі встановили пам'ятник воїнам, які полягли в боях з окупантами. В 1975 році за проектом архітектора М. П. Махонька збудовано меморіал загиблим, де зазначені прізвища односельців, які загинули на фронтах Німецько-радянської війни.
У 2005 році відреставровано меморіал загиблим воїнам, де традиційно відбувається вшанування ветеранів війни.

### Пам'ятний знак жертвам Голодомору 1932—1933 років (плита)
За ініціативи місцевої громади до 75 річчя Голодомору 1932—1933 років в Україні 22 листопада 2008 року в Кіндратівці біля сільського будинку культури було відкрито пам'ятний знак жертвам Голодомору 1932—1933 років.

## Відомі люди
- Павло Михайлович Авраменко (28.12.1923-26.9.1981)[24]
- Афанасьєв Віталій Володимирович — український військовик, учасник російсько-української війни[25].
- Ганіченко Роман Олександрович — український військовик, учасник російсько-української війни[26].
- Микола Григорович Докашенко (20.11.1921-1992)[27]
- Марко Кононович Лихобаба (27.02.1909-17.03.1944)[28]
- Михайло Володимирович Надєждін (народ. 18.05.1935)[29]
- Петро Карпович Фоменко (1900–1983) — український різьбяр[30].
- Павло Пилипович Шапаренко (10.09.1931-22.02.2008)[31]